# 小嶋栄子
小嶋 栄子（こじま えいこ、1953年4月 - ）は、日本の国語学者・言語学者。教育学修士（東京大学）、修士(文学)（東京外国語大学）、博士(日本文学)（大東文化大学）。2004年から長崎短期大学英語科（教授）で教鞭をとる。東京都出身
2000年以降、日本の小学校・中学校・高等学校の国語科教師にとって、また手話通訳者・士及び要約筆記者にとって必要な日本語の知識について、各地で講演をしている。

## 著書
- 『手話通訳者のための国語―必携・手話通訳士試験』（クリエイツかもがわ,2005年,ISBN 4902244454）